# Xintan Zhen
Xintan Zhen (kinesiska: 新滩, 新滩镇) är en köping i Kina. Den ligger i provinsen Yunnan, i den sydvästra delen av landet, omkring 420 kilometer norr om provinshuvudstaden Kunming. Antalet invånare är 22 624. Befolkningen består av 10 551 kvinnor och 12 073 män. Barn under 15 år utgör 21,0 %, vuxna 15-64 år 70 %, och äldre över 65 år 7,0 %.
Genomsnittlig årsnederbörd är 1 369 millimeter. Den regnigaste månaden är juli, med i genomsnitt 279 mm nederbörd, och den torraste är december, med 18 mm nederbörd.